# ليه بيترسون
ليه بيترسون (بالإنجليزية: Les Peterson)‏ هو لاعب كرة قدم أمريكي، ولد في 29 ديسمبر 1954 في ميامي في الولايات المتحدة. لعب مع فورت لودردايل سترايكرز.